# Ősember – Kicsi az ős, de hős!
Az Ősember – Kicsi az ős, de hős! (eredeti cím: Early Man) 2018-ban bemutatott brit, stop motion technikával készült animációs történelmi, vígjáték film, melyet a Wallace és Gromit alkotója, Nick Park rendezett. A forgatókönyvírók Mark Burton és James Higginson. A főszereplők hangját Eddie Redmayne, Tom Hiddleston, Maisie Williams és Timothy Spall adja.
A filmet az Egyesült Királyságban 2018. január 26-án mutatták be, Magyarországon február 15-én jelent meg a Mozinet által.
A film általánosságban pozitív értékeléseket kapott a kritikusoktól, akik dicsérték az animációt és a humort, bár alacsonyabb szintűnek ítélték az előző Aardman-műtől. Bevételi szempontból nem teljesített jól, csupán 54 millió dolláros bevételt termelt az 50 milliós költségvetésével szemben.

## Cselekmény
Dag törékeny, de bátor ősember, aki vaddisznó barátjával, Grugnóval együtt a bölcs Barbo által vezetett törzs tagja. Egy éjszaka a törzset megtámadja és menekülésre kényszeríti Lord Nooth serege, amely hivatalosan is kihirdeti a kőkorszak végét a bronzkorszak javára. Dag sikertelenül próbál szembeszállni velük, és véletlenül beleesik egy kosárba, majd megérkezik a Lord Nooth által uralt városba; amikor megpróbál elmenekülni és visszatérni törzse völgyébe, Dagot összetévesztik egy focistával, miután az Igazi Bronzkor csapatának öltözőjében köt ki. A közönség előtt Dag alkut köt Lord Nooth-tal: ha neki és törzsének sikerül legyőzniük a bronzkori bajnokokat, Lord Nooth visszaadja nekik a völgyet; ha nem, akkor a bányákban kell dolgozniuk.
Dag azonban rájön, hogy bár őseik voltak azok, akik feltalálták a labdarúgást, az ő törzse képtelen ezt „felfogni”. A sikertelenség miatt frusztrált Dag és Grugno, miután egyetlen labdájuk kilyukad, úgy döntenek, hogy éjszaka beosonnak a Bronzváros focipályájára, hogy ellopjanak néhány labdát, ami Ginna (akivel Dag korábban már találkozott), egy nagyon tehetséges lány segítségével sikerül is, aki szenvedélyesen szereti a focit, de nő lévén nem játszhat a helyi csapatban. Ginna felajánlja, hogy edzi Dag csapatát, mondván, hogy azért tudnak nyerni, mert csapatként dolgoznak, míg a Real Bronzio tagjai többnyire individualisták.
Ahogy közeledik a játék napja, Dag csapata óriási előrelépést tesz. Eközben Lord Nooth üzenetet kap a Legfelsőbb Királynőtől, aki szidja őt az ősemberekkel kötött üzlete miatt, mire Lord Nooth megpróbálja lebeszélni Daget a játékról, mivel bár az ő ősei találták fel a focit, de szörnyű játékosok voltak, és végül felhagytak vele. Lord Nooth alkut ajánl Dagnak: ha felhagy a játékkal, csak neki kell a bányákban dolgoznia, míg törzse a rossz vidékeken marad.
Elérkezik a játék napja, és a Legfelsőbb Királynő úgy dönt, hogy személyesen vesz részt a mérkőzésen. Mindenkit meglepve Dag bejelenti, hogy elfogadta Lord Nooth ajánlatát; szerencsére csapata meggyőzi, hogy legalább próbálják meg, és a kezdeti nehézségek ellenére a csapat 3-3-ra egyenlít. Lord Nooth dühében elkábítja a helyét elfoglaló játékvezetőt, aki előnyöket biztosít a Real Bronzio számára, például büntetőrúgást ítél meg az ellenfél állítólagos szabálytalansága után. Barbo megsérül a lábán, ezért kénytelen elhagyni a csapatot, így Grugno veszi át a helyét kapusként. A mérkőzés folytatódik, és az utolsó pillanatokban Dag gólt szerez, amivel csapata 4-3-as győzelmet arat.
Az ünnepségek során Nooth urat rajtakapják, hogy ellopja a nézők adományait, ezért az őrök letartóztatják. A nézők és a Legfelsőbb Királynő tiszteleg Dag és törzse előtt, akik most már visszatérhetnek a völgyükbe.

## Szereplők
| Szereplő       | Eredeti hang     | Magyar hang         |
| -------------- | ---------------- | ------------------- |
| Öcsi           | Eddie Redmayne   | Szatory Dávid       |
| Kupor nagyúr   | Tom Hiddleston   | Alföldi Róbert      |
| Puska          | Maisie Williams  | Pekár Adrienn       |
| Öreg           | Timothy Spall    | Csuja Imre          |
| Ufifa királynő | Miriam Margolyes | Halász Aranka       |
| Postaszajkó    | Rob Brydon       | Rajkai Zoltán       |
| Dinó           | Kayvan Novak     | Láng Balázs         |
| Jürgend        | Kayvan Novak     | Barabás Kiss Zoltán |
| Brian          | Rob Brydon       | Hajdú B. István     |
| Cucu           | Mark Williams    | Berzsenyi Zoltán    |
| Habakuk        | Simon Greenall   | Varga Rókus         |
| Bryan          | Rob Brydon       | Méhes Gábor         |
| Gonád, a gall  | Rob Brydon       | Pál Tamás           |

## Megjelenés
Az Ősember – Kicsi az ős, de hős! 2018. január 26-án jelent meg az Egyesült Királyságban a StudioCanal által. A StudioCanal forgalmazta a filmet Franciaországban, Németországban, Ausztráliában és Új-Zélandon is. Az Amerikai Egyesült Államokban 2018. február 16-án adta ki a Lionsgate a Summit Entertainment kiadón keresztül.

## Számlista
A Ősember – Kicsi az ős, de hős!: (Original Motion Picture Soundtrack) című filmzene a Lionsgate által jelent meg 2018. január 26-án, a film megjelenésének napján.
| Ősember – Kicsi az ős, de hős!: (Original Motion Picture Soundtrack) | Ősember – Kicsi az ős, de hős!: (Original Motion Picture Soundtrack) | Ősember – Kicsi az ős, de hős!: (Original Motion Picture Soundtrack) | Ősember – Kicsi az ős, de hős!: (Original Motion Picture Soundtrack) | Ősember – Kicsi az ős, de hős!: (Original Motion Picture Soundtrack) | Ősember – Kicsi az ős, de hős!: (Original Motion Picture Soundtrack) | Ősember – Kicsi az ős, de hős!: (Original Motion Picture Soundtrack) | Ősember – Kicsi az ős, de hős!: (Original Motion Picture Soundtrack) | Ősember – Kicsi az ős, de hős!: (Original Motion Picture Soundtrack) | Ősember – Kicsi az ős, de hős!: (Original Motion Picture Soundtrack) |
| #                                                                    | Cím                                                                  | Producer(ek)                                                         | Hossz                                                                |                                                                      |                                                                      |                                                                      |                                                                      |                                                                      |                                                                      |
| -------------------------------------------------------------------- | -------------------------------------------------------------------- | -------------------------------------------------------------------- | -------------------------------------------------------------------- | -------------------------------------------------------------------- | -------------------------------------------------------------------- | -------------------------------------------------------------------- | -------------------------------------------------------------------- | -------------------------------------------------------------------- | -------------------------------------------------------------------- |
| 1.                                                                   | Good Day (New Hope Club)                                             |                                                                      | 1:46                                                                 |                                                                      |                                                                      |                                                                      |                                                                      |                                                                      |                                                                      |
| 2.                                                                   | Hope (The Vamps)                                                     | (csak album)                                                         | 3:15                                                                 |                                                                      |                                                                      |                                                                      |                                                                      |                                                                      |                                                                      |
| 3.                                                                   | Tiger Feet (New Hope Club)                                           |                                                                      | 3:41                                                                 |                                                                      |                                                                      |                                                                      |                                                                      |                                                                      |                                                                      |
| 4.                                                                   | I Predict A Riot (Kaiser Chiefs)                                     |                                                                      | 3:51                                                                 |                                                                      |                                                                      |                                                                      |                                                                      |                                                                      |                                                                      |
| 5.                                                                   | Dug's Theme (Tom Howe and Harry Gregson-Williams)                    |                                                                      | 2:40                                                                 |                                                                      |                                                                      |                                                                      |                                                                      |                                                                      |                                                                      |
| 6.                                                                   | Prehistoric Prologue (Howe and Gregson-Williams)                     |                                                                      | 3:42                                                                 |                                                                      |                                                                      |                                                                      |                                                                      |                                                                      |                                                                      |
| 7.                                                                   | In The Valley (Howe and Gregson-Williams)                            |                                                                      | 1:27                                                                 |                                                                      |                                                                      |                                                                      |                                                                      |                                                                      |                                                                      |
| 8.                                                                   | Meet Dug (Gregson-Williams)                                          |                                                                      | 0:41                                                                 |                                                                      |                                                                      |                                                                      |                                                                      |                                                                      |                                                                      |
| 9.                                                                   | Meet The Tribe (Howe and Gregson-Williams)                           |                                                                      | 2:12                                                                 |                                                                      |                                                                      |                                                                      |                                                                      |                                                                      |                                                                      |
| 10.                                                                  | Rabbit Ambush (Gregson-Williams and Howe)                            |                                                                      | 1:02                                                                 |                                                                      |                                                                      |                                                                      |                                                                      |                                                                      |                                                                      |
| 11.                                                                  | Bronze Attack (Gregson-Williams and Howe)                            |                                                                      | 2:17                                                                 |                                                                      |                                                                      |                                                                      |                                                                      |                                                                      |                                                                      |
| 12.                                                                  | City Of Bronze (Howe and Gregson-Williams)                           |                                                                      | 1:04                                                                 |                                                                      |                                                                      |                                                                      |                                                                      |                                                                      |                                                                      |
| 13.                                                                  | Dug In Bronze Land (Gregson-Williams and Howe)                       |                                                                      | 0:51                                                                 |                                                                      |                                                                      |                                                                      |                                                                      |                                                                      |                                                                      |
| 14.                                                                  | Stadium Chase (Gregson-Williams and Howe)                            |                                                                      | 0:39                                                                 |                                                                      |                                                                      |                                                                      |                                                                      |                                                                      |                                                                      |
| 15.                                                                  | The Ancestral Call (Howe and Gregson-Williams)                       |                                                                      | 1:04                                                                 |                                                                      |                                                                      |                                                                      |                                                                      |                                                                      |                                                                      |
| 16.                                                                  | The Message Bird (Gregson-Williams and Howe)                         |                                                                      | 1:57                                                                 |                                                                      |                                                                      |                                                                      |                                                                      |                                                                      |                                                                      |
| 17.                                                                  | Giant Badlands Duck (Howe and Gregson-Williams)                      |                                                                      | 3:10                                                                 |                                                                      |                                                                      |                                                                      |                                                                      |                                                                      |                                                                      |
| 18.                                                                  | Stealing Footballs (Gregson-Williams and Howe)                       |                                                                      | 1:04                                                                 |                                                                      |                                                                      |                                                                      |                                                                      |                                                                      |                                                                      |
| 19.                                                                  | She Shoots, She Scores (Gregson-Williams and Howe)                   |                                                                      | 0:45                                                                 |                                                                      |                                                                      |                                                                      |                                                                      |                                                                      |                                                                      |
| 20.                                                                  | Challenge The Champions (Howe and Gregson-Williams)                  |                                                                      | 1:45                                                                 |                                                                      |                                                                      |                                                                      |                                                                      |                                                                      |                                                                      |
| 21.                                                                  | Harp Escape (Gregson-Williams and Howe)                              |                                                                      | 1:59                                                                 |                                                                      |                                                                      |                                                                      |                                                                      |                                                                      |                                                                      |
| 22.                                                                  | They’re Not A Team (Howe and Gregson-Williams)                       |                                                                      | 0:46                                                                 |                                                                      |                                                                      |                                                                      |                                                                      |                                                                      |                                                                      |
| 23.                                                                  | Message From The Queen (Howe and Gregson-Williams)                   |                                                                      | 1:05                                                                 |                                                                      |                                                                      |                                                                      |                                                                      |                                                                      |                                                                      |
| 24.                                                                  | Foul Play (Howe and Gregson-Williams)                                |                                                                      | 1:18                                                                 |                                                                      |                                                                      |                                                                      |                                                                      |                                                                      |                                                                      |
| 25.                                                                  | Revelations In The Mine (Gregson-Williams and Howe)                  |                                                                      | 5:04                                                                 |                                                                      |                                                                      |                                                                      |                                                                      |                                                                      |                                                                      |
| 26.                                                                  | Royal Game Day (Gregson-Williams and Howe)                           |                                                                      | 1:40                                                                 |                                                                      |                                                                      |                                                                      |                                                                      |                                                                      |                                                                      |
| 27.                                                                  | Forfeiture And Humiliation (Gregson-Williams and Howe)               |                                                                      | 2:10                                                                 |                                                                      |                                                                      |                                                                      |                                                                      |                                                                      |                                                                      |
| 28.                                                                  | Do It For The Valley (Howe and Gregson-Williams)                     |                                                                      | 2:08                                                                 |                                                                      |                                                                      |                                                                      |                                                                      |                                                                      |                                                                      |
| 29.                                                                  | The Final Game (Howe and Gregson-Williams)                           |                                                                      | 4:40                                                                 |                                                                      |                                                                      |                                                                      |                                                                      |                                                                      |                                                                      |
| 30.                                                                  | Chief Is Down (Gregson-Williams and Howe)                            |                                                                      | 0:54                                                                 |                                                                      |                                                                      |                                                                      |                                                                      |                                                                      |                                                                      |
| 31.                                                                  | Hognob In Goal (Howe and Gregson-Williams)                           |                                                                      | 3:34                                                                 |                                                                      |                                                                      |                                                                      |                                                                      |                                                                      |                                                                      |
| 32.                                                                  | Mousing Around (Howe and Gregson-Williams)                           |                                                                      | 1:07                                                                 |                                                                      |                                                                      |                                                                      |                                                                      |                                                                      |                                                                      |
| 33.                                                                  | Trophy Presentation (Gregson-Williams and Howe)                      |                                                                      | 1:34                                                                 |                                                                      |                                                                      |                                                                      |                                                                      |                                                                      |                                                                      |
| 60:57                                                                |                                                                      |                                                                      |                                                                      |                                                                      |                                                                      |                                                                      |                                                                      |                                                                      |                                                                      |

## Fordítás
- Ez a szócikk részben vagy egészben  az   I primitivi című olasz Wikipédia-szócikk fordításán alapul.  Az eredeti cikk szerkesztőit annak laptörténete sorolja fel. Ez a jelzés csupán a megfogalmazás eredetét és a szerzői jogokat jelzi, nem szolgál a cikkben szereplő információk forrásmegjelöléseként.
- Ez a szócikk részben vagy egészben  az   Early Man (film) című angol Wikipédia-szócikk fordításán alapul.  Az eredeti cikk szerkesztőit annak laptörténete sorolja fel. Ez a jelzés csupán a megfogalmazás eredetét és a szerzői jogokat jelzi, nem szolgál a cikkben szereplő információk forrásmegjelöléseként.